# Нуньес, Рамон
Рамо́н Ферна́ндо Ну́ньес Ре́йес (исп. Ramón Fernando Núñez Reyes; 14 ноября 1985, Тегусигальпа) — гондурасский футболист, полузащитник.

## Клубная карьера
Нуньес родился в Гондурасе, но в начале 90-х его семья переехала в США. Профессиональную карьеру Рамон начал в клубе «Даллас», который задрафтовал его в 2004 году под общим шестым номером. После «Далласа», Нуньес провёл один сезон в клубе «Чивас США», а в 2008 году вернулся на родину, перейдя в клуб «Олимпия», за который после годичного перерыва играл ещё и в 2010 году. 2009 год Нуньес провёл в чемпионате Мексики, успев поиграть там за два клуба — «Пуэблу» и «Крус Асуль». В августе 2010 года подписал контракт с английским клубом «Лидс Юнайтед». В марте 2011 года отправлялся в аренду в команду «Сканторп Юнайтед». 11 октября подписал с «Лидсом» новый контракт, рассчитанный на 4 года.

## Международная карьера
В национальной сборной Рамон Нуньес дебютировал 9 сентября 2007 года в матче против сборной Коста-Рики. В составе своей сборной Нуньес принимал участие в Чемпионате мира 2010.

## Голы за сборную
| # | Дата             | Место                                            | Соперник   | Счёт | Результат | Турнир                            |
| - | ---------------- | ------------------------------------------------ | ---------- | ---- | --------- | --------------------------------- |
| 1 | 6 сентября 2008  | Канада, Монреаль, Стад Сапуто                    | Канада     | 1-1  | 2-1       | Квалификация к ЧМ-2010            |
| 2 | 6 сентября 2008  | Канада, Монреаль, Стад Сапуто                    | Канада     | 2-1  | 2-1       | Квалификация к ЧМ-2010            |
| 3 | 10 сентября 2008 | Гондурас, Сан-Педро-Сула, Олимпико Метрополитано | Ямайка     | 1-0  | 2-0       | Квалификация к ЧМ-2010            |
| 4 | 14 января 2011   | Панама, Панама, Роммель Фернандес                | Коста-Рика | 1-1  | 1-1       | Центральноамериканский кубок 2011 |
| 5 | 18 января 2011   | Панама, Панама, Роммель Фернандес                | Гватемала  | 1-0  | 3-1       | Центральноамериканский кубок 2011 |

## Достижения
«Олимпия»
- Чемпион Гондураса: 2007/08

Сборная Гондураса
- Бронза в Кубке КОНКАКАФ:  2011
- Чемпион Центральноамериканского кубка: 2011

## Личные
- Новичок года: 2003
- Игрок сезона в Чемпионате Гондураса: 2007/08
- Самый ценный игрок Центральноамериканского кубка: 2011